# Khỉ uakari mặt đỏ
Khỉ uakari mặt đỏ, tên khoa học Cacajao calvus, là một loài khỉ Tân thế giới đặc trưng bởi một cái đuôi rất ngắn, mặt đỏ, một cái đầu hói; và lông dài. Nó bị giới hạn ở rừng Várzea và môi trường sống có nhiều cây gần nước ở phía tây Amazon của Brasil và Peru.

## Hình ảnh

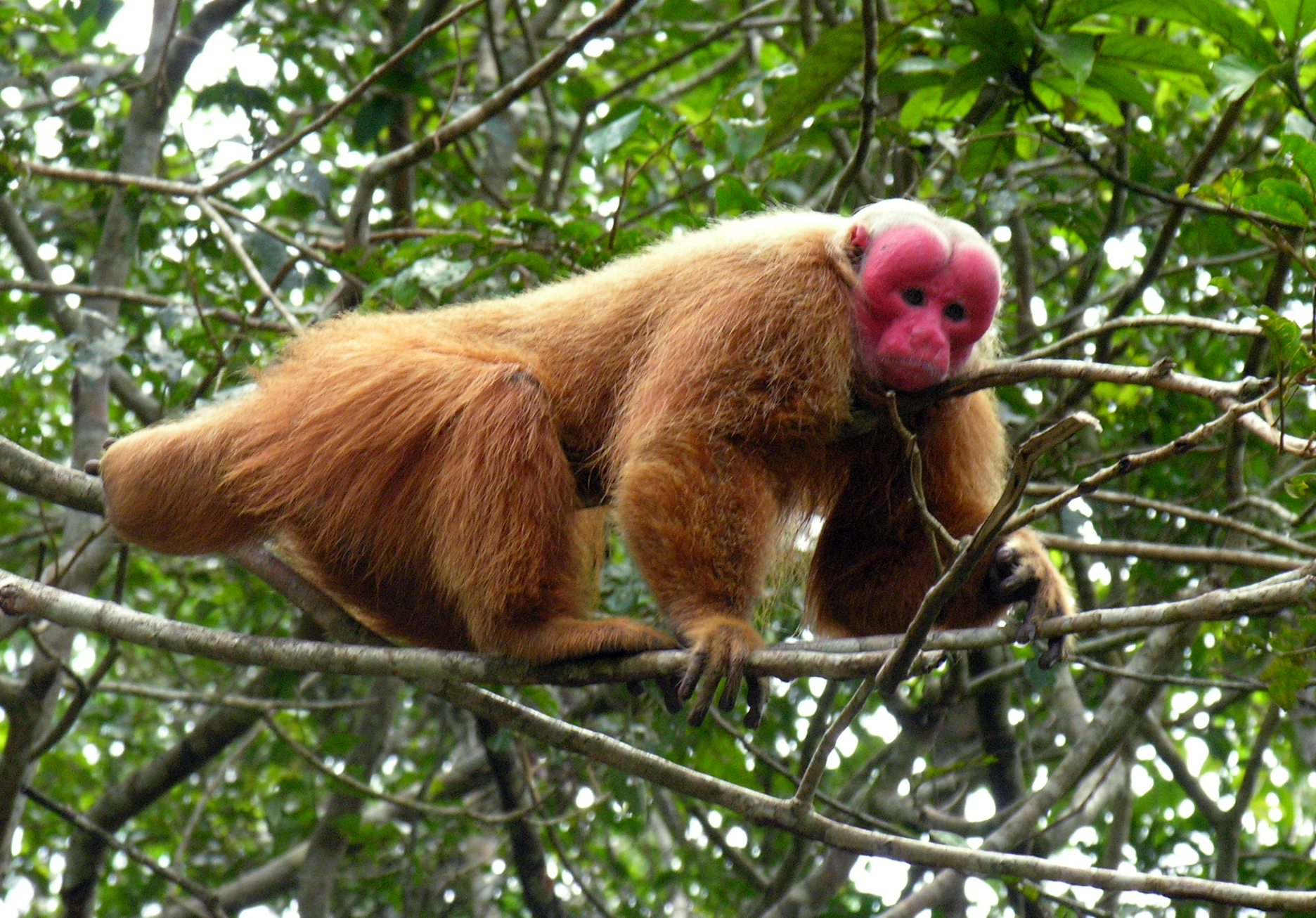
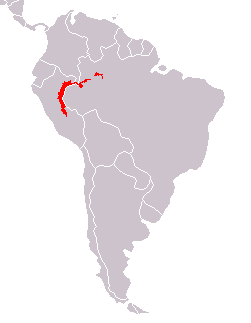
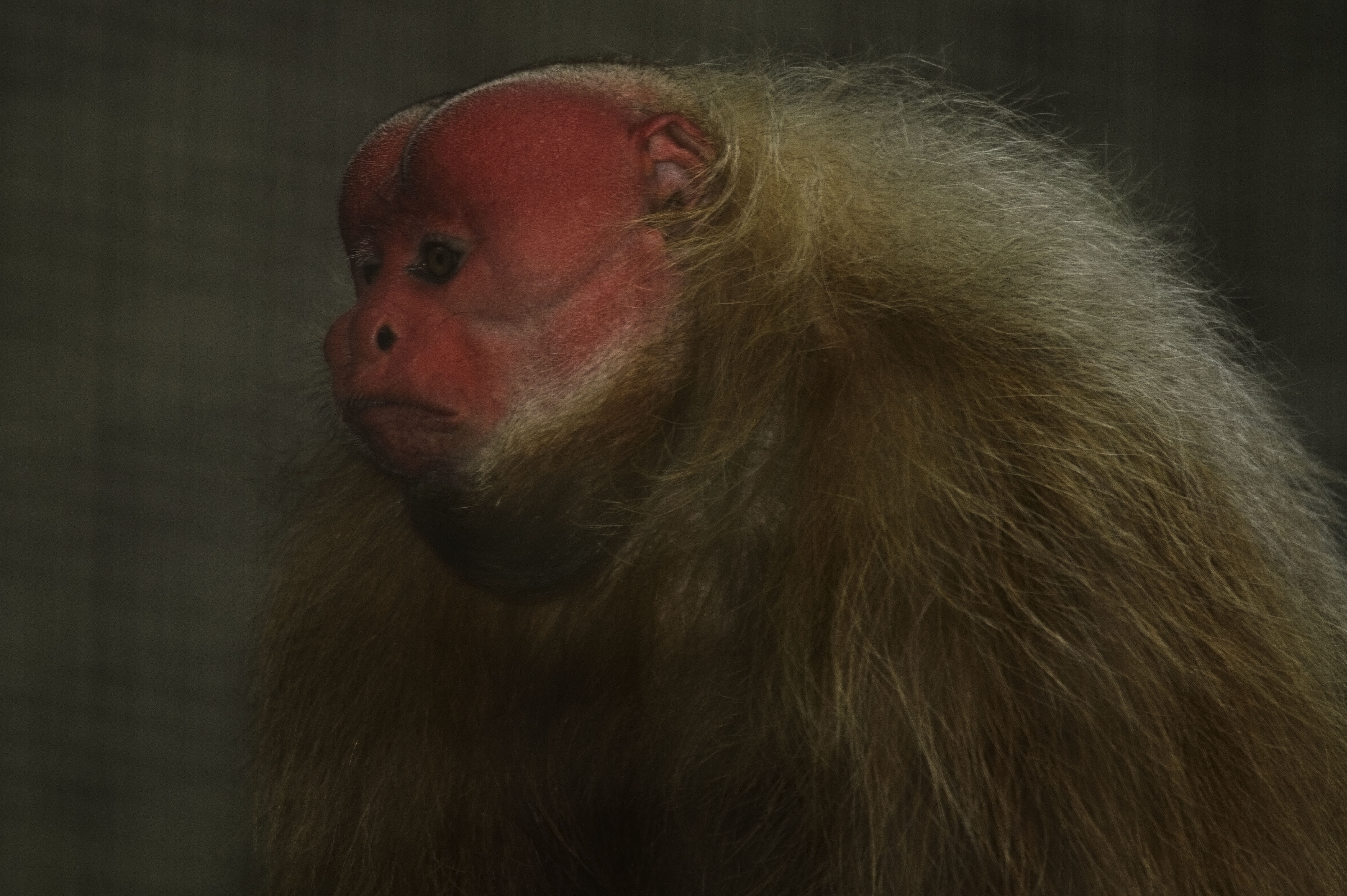

## Phân loại
Nó có 4 phân loài được công nhận:
- Cacajao calvus calvus
- Cacajao calvus ucayalii
- Cacajao calvus rubicundus
- Cacajao calvus novaesi